# 1505 Koranna
1505 Koranna este un asteroid din centura principală, descoperit pe 21 aprilie 1939, de Cyril Jackson.